# Sender Keula

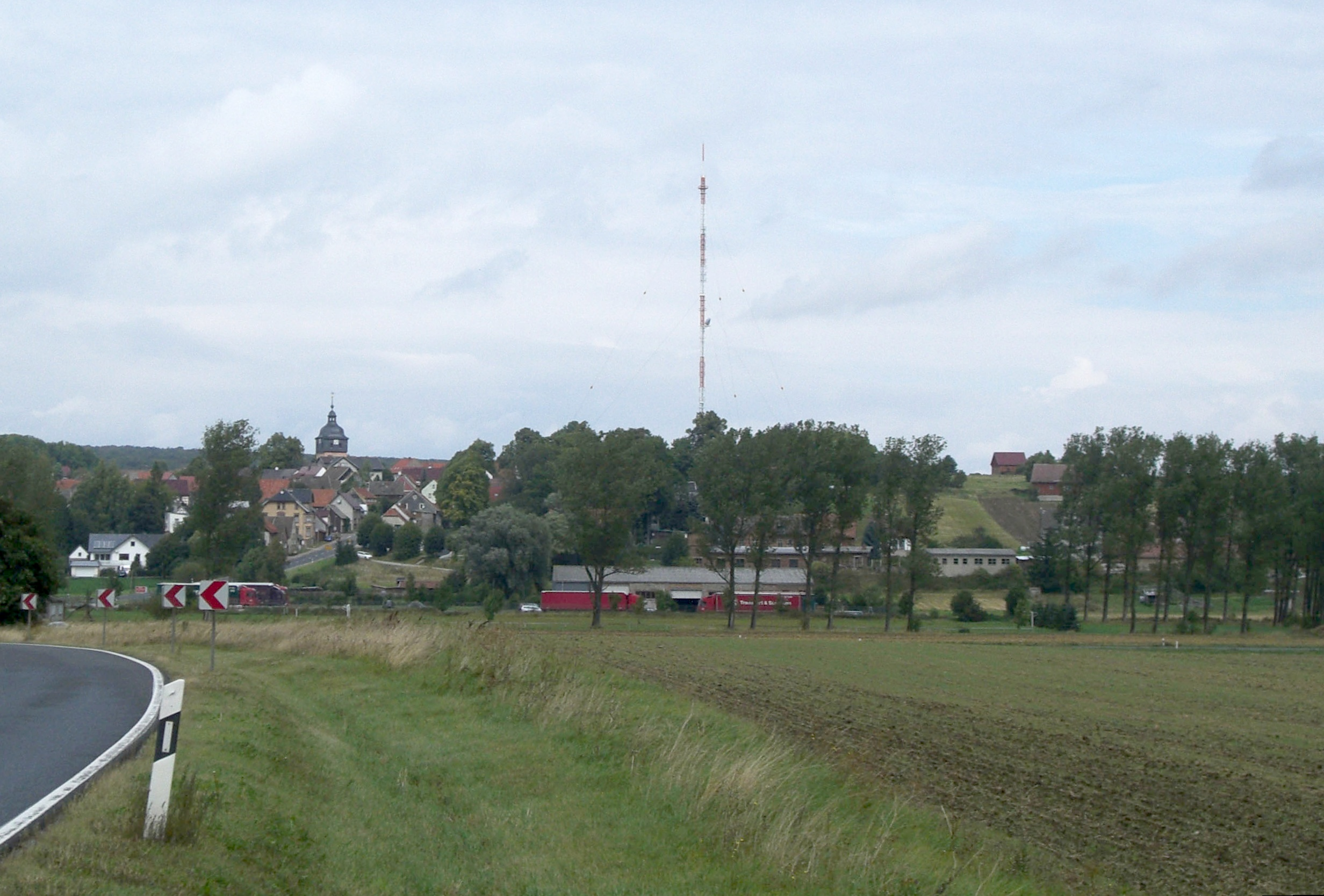
Dorf Keula mit Sendemast

Der Sender Keula ist eine Einrichtung der Deutschen Telekom AG nordöstlich von Keula im Kyffhäuserkreis in Thüringen zur Verbreitung von UKW-Radioprogrammen.

## Geschichte
Auf dem Standort des jetzigen Senders begann am 7. Oktober 1974 der Rundfunk Sendebetrieb in Keula. Auf der Frequenz 557 kHz sendete der mobile 5 kW Mittelwellensender das Programm von Radio DDR 1. Betrieben wurde er bis Februar 1975 von den Kollegen der Betriebsstelle 6412 des Funkamtes Leipzig. Ab März 1975 übernahmen die Kollegen des Funkamtes Erfurt den Sendebetrieb. Abgestrahlt wurde mit einem 50 m Stahlgittermast. Mit dem Frequenzwechsel 1978 auf die 1575 kHz wurde das Programm vom Berliner Rundfunk gesendet. Mitte der 1980er Jahre wurde die Frequenz auf die 1170 kHz gewechselt. Nach der Wende wurde die Sendeanlage abgerissen.
An derselben Stelle wurde 1993 ein neuer, 180 Meter hoher abgespannter Stahlfachwerkmast errichtet.

## Frequenzen und Programme

### Analoger Hörfunk (UKW)
| Frequenz (MHz) | Programm              | RDS PS   | RDS PI                | Regionalisierung | ERP (kW) | Antennendiagramm rund (ND)/gerichtet (D) | Polarisation horizontal (H)/vertikal (V) |
| -------------- | --------------------- | -------- | --------------------- | ---------------- | -------- | ---------------------------------------- | ---------------------------------------- |
| 98,5           | MDR Thüringen         | MDR_THUE | D7F1                  | Heiligenstadt    | 20       | D (30–180°)                              | H                                        |
| 104,5          | Landeswelle Thüringen | LANDESW. | D6F9 (regional), D3F9 | Nord             | 10       | D (270–220°)                             | H                                        |

Bis Januar 2010 wurde auf dem DAB-Kanal 12B ein DAB-Ensemble abgestrahlt.
| \| Block \| Programme \| ERP (kW) \| Antennen- diagramm rund (ND)/ gerichtet (D) \| Gleichwellennetz (SFN) \| \| -------------------------- \| ----------------------------------------------------------------------------------------- \| -------- \| ------------------------------------------- \| -------------------------------------------------------------------------------------------------------------------------------------------------------------------------------------------------------------------------------------------------------------------------------------------------------------------------------------------------------------------------------------------------------------------------------------------------------------------------------------------------------------------------------------------------------------------------------- \| \| 12B Thüringen 1 (D__00015) \| - MDR Klassik (192 kbps) - Deutschlandfunk (64 kbps) - Deutschlandradio Kultur (128 kbps) \| 0,5 \| D \| Bleßberg, Altenburg (Weißer Berg), Dingelstädt (Hockelrain), Eisenach (Stadt), Eisenberg (Heimstättensiedlung), Erbenhausen, Geismar (Hülfensberg), Gera-Ronneburg, Gießübel, Greiz, Heiligenstadt (Dorotheenhof), Ilmenau (Kickelhahn), Inselsberg (Thüringer Wald), Jena (Oßmaritz-Cospoth), Keula, Kulpenberg (Bad Frankenhausen), Lobenstein (Sieglitzberg), Meiningen, Pleß (Breitungen), Remda/Saalfeld (Großer Kalmberg), Ronneburg, Saalfeld (Kulm), Schleid (Rockenstuhl), Schmiedefeld (Lichte), Steinbach-Hallenberg, Suhl (Erleshügel), Triptis, Weimar (Ettersberg) \| |                                                                                           |          |                                             | |
| Block | Programme                                                                                 | ERP (kW) | Antennen- diagramm rund (ND)/ gerichtet (D) | Gleichwellennetz (SFN) |
| 12B Thüringen 1 (D__00015) | - MDR Klassik (192 kbps) - Deutschlandfunk (64 kbps) - Deutschlandradio Kultur (128 kbps) | 0,5      | D                                           | Bleßberg, Altenburg (Weißer Berg), Dingelstädt (Hockelrain), Eisenach (Stadt), Eisenberg (Heimstättensiedlung), Erbenhausen, Geismar (Hülfensberg), Gera-Ronneburg, Gießübel, Greiz, Heiligenstadt (Dorotheenhof), Ilmenau (Kickelhahn), Inselsberg (Thüringer Wald), Jena (Oßmaritz-Cospoth), Keula, Kulpenberg (Bad Frankenhausen), Lobenstein (Sieglitzberg), Meiningen, Pleß (Breitungen), Remda/Saalfeld (Großer Kalmberg), Ronneburg, Saalfeld (Kulm), Schleid (Rockenstuhl), Schmiedefeld (Lichte), Steinbach-Hallenberg, Suhl (Erleshügel), Triptis, Weimar (Ettersberg) |

### Analoges Fernsehen (PAL)
Vor der Umstellung auf DVB-T diente der Sendestandort weiterhin für analoges Fernsehen.
| Kanal | Frequenz (MHz) | Programm                | ERP (kW) | Sendediagramm rund (ND)/ gerichtet (D) | Polarisation horizontal (H)/ vertikal (V) |
| ----- | -------------- | ----------------------- | -------- | -------------------------------------- | ----------------------------------------- |
| 45    | 663,25         | MDR Fernsehen Thüringen | 50       | D                                      | H                                         |